# Powellinia mateui
Powellinia mateui là một loài bướm đêm trong họ Noctuidae.